# Anton Zampis
Anton Thomas Josef Zampis (* 27. Februar 1820 in Wien; † 20. Dezember 1883 ebenda) war ein österreichischer Karikaturist.

## Leben
Anton Zampis war der Sohn eines gleichnamigen, aus Udine gebürtigen Seidenwarenhändlers. Er arbeitete seit 1841 hauptberuflich als Beamter in der Allgemeinen Hofkammer. Als Künstler war er Autodidakt.

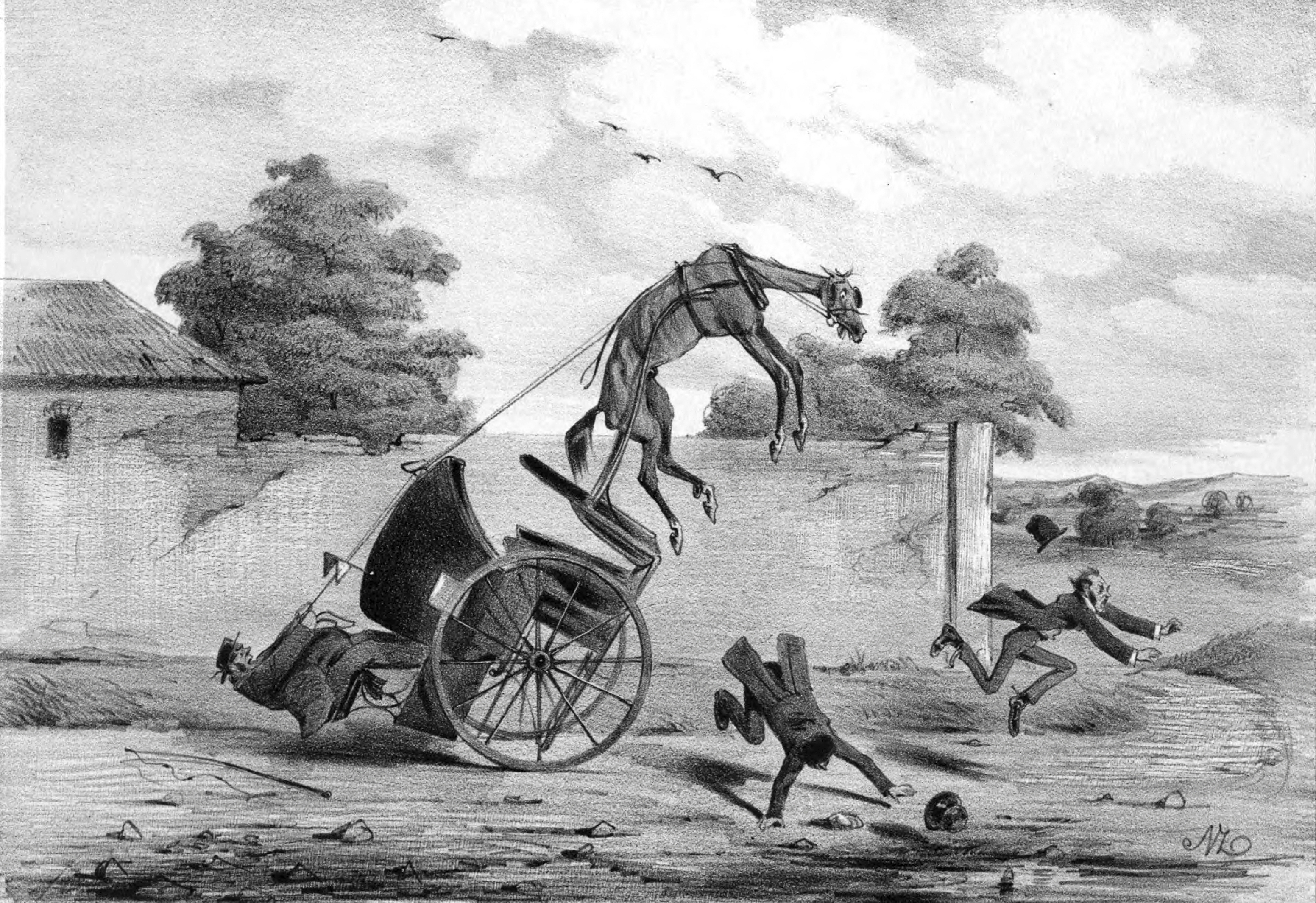
Aus der Reihe Wiener Fuhrwerke der Gegenwart von Anton Zampis (1847)

Er veröffentlichte humorvolle und satirische Szenen aus dem Wiener Alltagsleben, etwa mit Wäschermädeln, Fiakern und Laternenanzündern. Auch Pferde gehörten zu seinen bevorzugten Motiven. Bekannt wurde Zampis durch seine politischen Karikaturen während der Revolution von 1848/1849 im Kaisertum Österreich. Auf seinen Blättern karikierte er den damaligen Innenminister Franz von Pillersdorf ebenso wie zahlreiche Prominente der Wiener Gesellschaft. Unter dem selbstgewählten Namen Kuno von Frauenstein war er Mitglied der geselligen Wiener Künstlervereinigung Grüne Insel.
Anton Zampis heiratete 1854 die aus Korneuburg stammende Pauline Eder. Er wurde 1857 krankheitsbedingt als Beamter pensioniert. Der von dem Ehepaar aufgezogene Adoptivsohn Nikolaus Zampis machte 1872 als Hochstapler Schlagzeilen, der sich in der Stadt Pest als ein „Graf Esterházy“ ausgab. Anton Zampis versuchte sich 1873, dem Jahr der Wiener Weltausstellung, als Betreiber eines Fremden-Einquartierungs-Bureaus, das durch mehrsprachige Agenten auf den Wiener Bahnhöfen Anreisenden verfügbare Wohnungen vermittelte. In seinen letzten Lebensjahren hatte er finanzielle Probleme. Er starb verarmt im Alter von 63 Jahren.

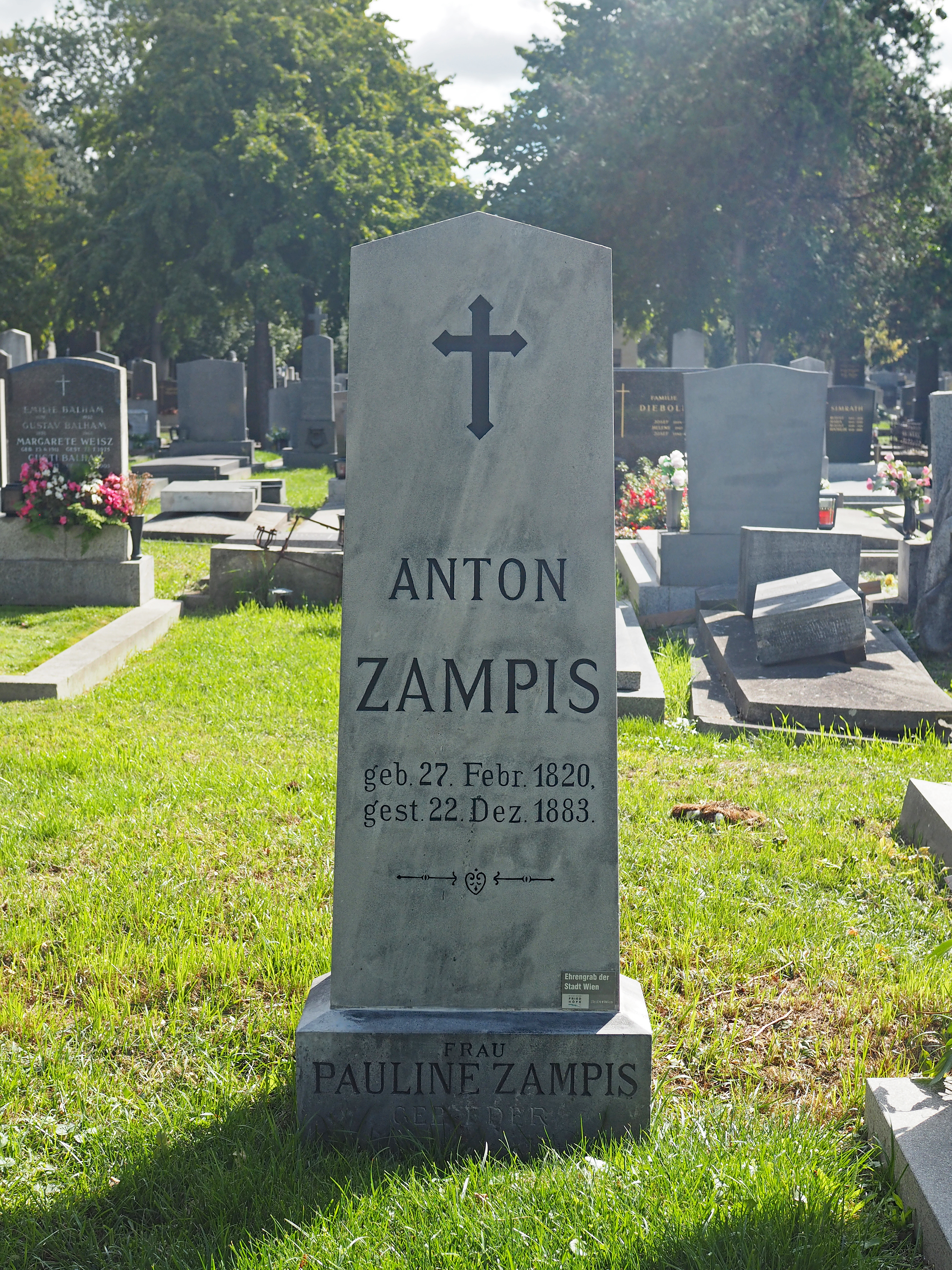
Grab von Anton Zampis auf dem Wiener Zentralfriedhof

Zampis’ Grab am Wiener Zentralfriedhof (Tor 2, Gruppe 30B, Reihe 5, Nr. 20) wurde 1926 von der Stadt Wien ehrenhalber gewidmet. Die Zampisgasse in Wien-Inzersdorf wurde 1958 nach ihm benannt.